# Рощинский сельсовет (Уярский район)
Рощинский сельсовет — сельское поселение в Уярском районе Красноярского края.
Административный центр — посёлок Роща.

## История
Статус и границы сельского поселения установлены Законом Красноярского края от 18 февраля 2005 года № 13-3040 «Об установлении границ и наделении соответствующим статусом муниципального образования Уярский район и находящихся в его границах иных муниципальных образований»

## Население
| 2010 | 2012  | 2013  | 2014  | 2015  | 2016  | 2017  |
| ---- | ----- | ----- | ----- | ----- | ----- | ----- |
| 1179 | ↗1213 | ↗1238 | ↘1233 | ↘1217 | ↘1191 | ↘1169 |

## Состав сельского поселения
В состав сельского поселения входят 9 населённых пунктов:
| № | Населённый пункт  | Тип населённого пункта          | Население |
| - | ----------------- | ------------------------------- | --------- |
| 1 | Балайский Косогор | посёлок                         | 9         |
| 2 | Жандат            | посёлок                         | 86        |
| 3 | Каменно-Горновка  | деревня                         | 135       |
| 4 | Керамический      | посёлок                         | 1         |
| 5 | Марьевка          | деревня                         | 86        |
| 6 | Никольское        | село                            | 206       |
| 7 | Пинчино           | посёлок                         | 27        |
| 8 | Роща              | посёлок, административный центр | 629       |
| 9 | Торгинка          | деревня                         | 0         |

## Местное самоуправление
Рощинский сельский Совет депутатов
Дата избрания: 14.03.2010. Срок полномочий: 5 лет. Количество депутатов:  10
Глава муниципального образования
- Попков Владимир Александрович. Дата избрания: 14.03.2010. Срок полномочий: 5 лет